# スティーブン・ヘインズ
スティーブン・ヘインズ（Steven Haynes）は、アメリカ合衆国・サンフランシスコ出身のマルチタレント。

## 来歴・人物
来日後は俳優、モデル、ダンサー、ウォーキングトレーナーなど様々な分野で活動している。
ダイアナ・ロス、宇多田ヒカル、平井堅など海外国内問わず共演多数。世界一の日本人女性を3名輩出したビューティ界のカリスマ（ミス・インターナショナル吉松育美やはるな愛、元ミス・ユニバースパフォーミングパートナー）。世界トップ5のビューティコンテストの日本大会Miss Supranational Japanを主宰し、 ナショナルディレクターも務め、2年連続ミス&ミスター両方を同時入賞に導いたことでも知られる。

## 出演作品

### テレビドラマ
- いいひと。（カルロス）

### テレビ番組
- 英語でしゃべらナイト
- NHKスペシャル ヒューマン なぜ人間になれたのか
- 魁!音楽番付
- スッキリ!!
- SMAP×SMAP
- ダイエットヴィレッジ
- 情報プレゼンター とくダネ!
- ノンストップ!
- non-no TV
- ヒルナンデス
- 魔女たちの22時

### 映画
- 輝ける時（アメリカ兵）
- まあだだよ
- ラーメンガール

### 劇場アニメ
- 名探偵コナン 異次元の狙撃手（ビル・マーフィー[1]）

### CM
- コカ・コーラ
- サントリービンゴ☆ボンゴ
- Schick
- ユニバーサルスタジオ

### 舞台
- ミュージカル・ロッキー・ホラーショー

## 著作
- 世界一の美女になる歩きかた（スティーブン・ヘインズ著）、廣済堂出版
- 美人の口ぐせ（スティーブン・ヘインズ著）、自由国民社
- マイ・シンデレラ・レッスン―幸せな未来からの招待状（秋山まりあ著、スティーブン・ヘインズ監修、道端ジェシカ監修）